# Zihni Haskaj
Zihni Haskaj (ur. 4 czerwca 1937 w Dragocie) – albański dyplomata, w latach 1976–1979 ambasador Albańskiej Socjalistycznej Republiki Ludowej w Wiedniu.